# Adam Wojna Orański
Adam Sylwester Wojna Orański herbu własnego (ur. 10 stycznia 1697 we Włodzimierzu, zm. przed 4 lutego 1778) – polski duchowny rzymskokatolicki, biskup pomocniczy kamieniecki, kanonik łucki i kamieniecki.

## Życiorys
23 grudnia 1719 przyjął święcenia diakonatu, a 24 lutego 1720 prezbiteriatu.
18 grudnia 1730 papież Klemens XII prekonizował go biskupem pomocniczym kamienieckim oraz biskupem in partibus infidelium bellinieckim. Brak informacji od kogo przyjął sakrę biskupią. Prawdopodobnie miało to miejsce w 1731.